# Simin Behbahani

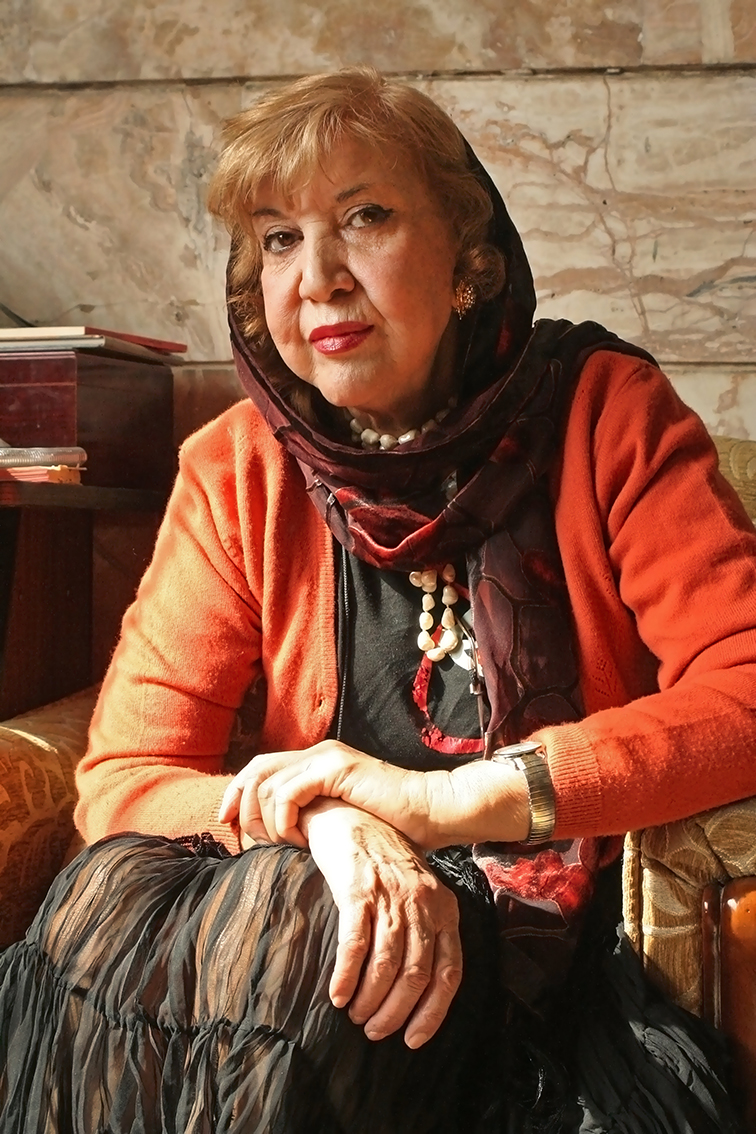
Simin Behbahani (2007)

Simin Behbahāni (persisch سیمین بهبهانی; * 20. Juli 1927 in Teheran, Iran; † 19. August 2014 ebenda) war eine iranische Schriftstellerin und Vorsitzende des iranischen Schriftstellerverbandes.

## Leben
Behbahāni wurde in eine literaturaffine Familie hineingeboren. Ihr Vater Abbas Chalili war Poet und Herausgeber der Zeitung Eghdām. Er übersetzte große Teile des Schāhnāme ins Arabische.
Simin schrieb ihre ersten Gedichte im Alter von 14 Jahren im neuartigen Stil Tschâr Parreh (vierzeilige Strophen) von Nima Youschidsch. Auch ihre Sammlung an Ghazals (traditionellen Gedichten) ist bemerkenswert.
Erwähnenswert ist auch ihr stetiger Einsatz für die Schriftsteller im Iran und für die Rechte der Frauen. In ihrer Funktion als Vorsitzende des iranischen Schriftstellerverbandes galt ihr breite Anerkennung im kulturellen Leben des Iran. Von der Linken Irans wurde Simin Behbahani kritisiert, weil sie ein nationalistisches Bild in die oppositionellen Medien Irans trage. Politisch kämpfte sie auf der Seite nationalistischer Bewegungen.
Simin Behbahāni starb am 19. August 2014 im Alter von 87 Jahren in einem Krankenhaus in ihrer Geburtsstadt Teheran an Herzversagen.

## Werke
- 1951: Setâr-e Shekaste (Broken Sitar – etwa: Die zerbrochene Laute. Eine Setar ähnelt dem türkischen Saz.)
- 1956: Jây-e Pâ (Footprint – Fußspur)
- 1957: Chelcherâq (The Lamp of Many Lights – Der Leuchter)
- 1963: Marmar (Marble – Marmor)
- 1973: Rastâkhiz (Resurrection – Auferstehung)
- 1981: Khatti ze Sor’at-o az Âtash (A Trajectory of Speed and Fire – Eine Geschwindigkeitskurve aus Feuer)
- 1983: Dascht-e Aržan (The Arzhan Plain – Die Arzhan-Steppe. Dascht-e Aržan ist ein Ort bei Schiraz.)
- 1989: Kâqazin Jâmeh (Paper-thin Vestment – Das papierene Kleid)
- 1990: An Mard, Mard-e Hamrâham (That Man, My Companion of the Way – Jener Mann, mein Begleiter)
- 1994: Kowli o Nâmeh o Eshq (The Gypsy, the Letter, and Love – Der Zigeuner, der Brief und die Liebe)
- 1994: Âsheqtar az Hamisheh Bekhân (Sing More Lovingly than Ever – Sing verliebter als je zuvor)
- 1995: Yek Daricheh be Âzâdi (A Window to Freedom – Ein Fenster zur Freiheit: Gedichte in klassischem Stil)
- 1996: Bâ Qalb-e khod che Kharidam? (What Did I Buy with My Heart? – Was habe ich mit meinem Herzen gekauft?)
- 1998: Negâreh-ye Golgun (Rose-Colored Design – Die rosenfarbene Zeichnung)
- 1998: Jây-e Pâ tâ Âzâdi (From Footprints to Freedom – Fußspur zur Freiheit)
- 1999: Yâd-e Ba’zi Nafarât (Remembering a Few – Erinnerung an einige Leute)
- 2000: Yeki Masalan Inkeh (For Instance – Zum Beispiel, dass …)
- 2000: Kelid-o Khanjar (Key and Dagger – Schlüssel und Dolch)